# Manchester United (handball)
La section handball de Manchester United est un club de handball basé à Manchester en Angleterre.

## Palmarès
- Championnat de Grande-Bretagne (1) : 1989